# Mănăstirea Căpriana
Mănăstirea Căpriana este una dintre cele mai vechi mănăstiri din Republica Moldova. Este situată în zona centrală a țării, la aproximativ 40 km nord-vest de Chișinău, în ținutul deluros împădurit care purta odată numele de Codrii Lăpușnei.

## Istoric
Prima mențiune documentară a Căprianei este cea din 1429 când într-un hrisov al vremii mănăstirea este menționată într-un act de stabilire a hotarelor unui boier. 

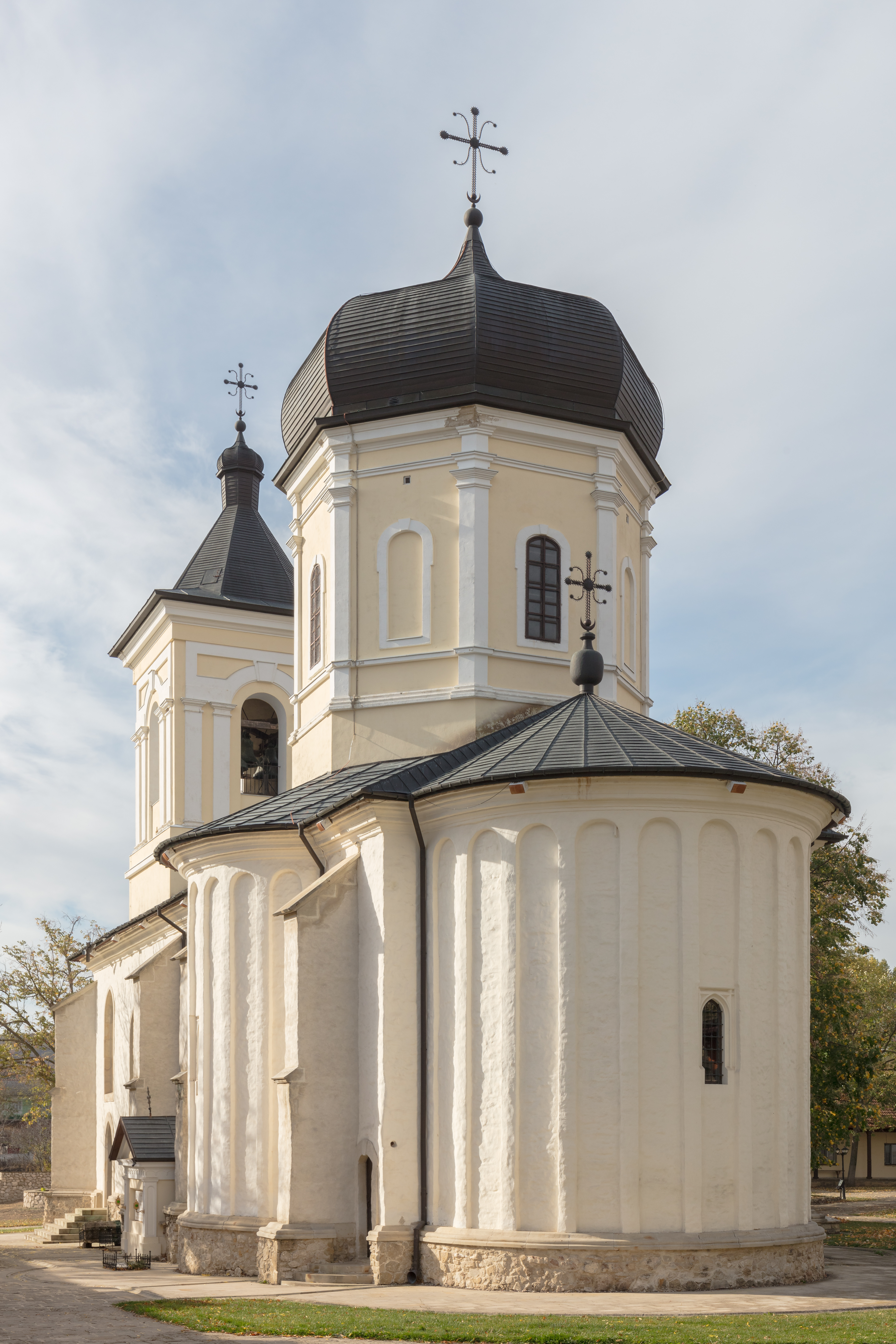
Biserica voievodală (din piatră) „Adormirea Maicii Domnului” a mănăstirii. Turlele neoclasice rusești au înlocuit turla veche de pe naos a bisericii, realizată în stil moldovenesc.

O a doua și mult mai importantă mențiune documentară datează din 1429  un uric prin care Căpriana primește statutul de mănăstire domnească din partea domnului Alexandru cel Bun. În acest act lăcașul sfânt este numit „mănăstirea de la Vâșnovăț unde este egumen Chiprian”. Aici se amintește că mănăstirea este ctitoria  răzeșilor din satul Mereni. Fiica unuia dintre cei mai de vază oameni ai locului și nepoată a egumenului mănăstirii, Marena, avea să devină soția domnului.  Doamna Marena a dăruit mănăstirii un pretios epitrahil brodat între anii 1427 si 1431. Este cea mai veche broderie de acest fel cunoscuta pâna astazi. Pe ea erau reprezentate, pe lânga chipurile sfânte, și portretele lui Alexandru cel Bun și al soției sale.
Căpriana avea în acele vremuri în stăpânire o prisacă, (stupăritul fiind pe atunci o îndeletnicire predilectă a monahilor), o moară (sau chiar mai multe) și o moșie formată din satele Târnauca, Cârlani, Călinăuți, Cunila, Săndrești și Pârjolteni.
Având statutul mănăstire domnească, așezământul monastic s-a bucurat de grija mai multor domnitori ai Moldovei. Prima biserică din piatră, cu hramul Adormirea Maicii Domnului - din care s-au păstrat fundațiile, descoperite de arheologi în 1993, a fost zidită în vremea domniei lui Alexandru cel Bun, în jurul anului 1425.
Ștefan cel Mare a făcut și el reparații bisericii inițiale (Căpriana I), în urma cutremurului din 1471. Acel prim lăcaș era mai masiv decât biserica actuală, însă un nou cutremur, și mai puternic, i-a adus mari stricăciuni în anul 1516.
În 1542 – 1545, domnitorul Petru Rareș a făcut ample lucrări de restaurare, după cum se consemnează în cronica lui Grigore Ureche. El a rezidit biserica din temelii (Căpriana II, cea actuală). Din acele timpuri se mai păstrează până azi doar zidurile până spre cornișă, sistemul de boltire fiind reconstruit în epoca modernă, în stil neoclasic. Planul bisericii a rămas cel tipic moldovenesc, din epoca medievală - acesta fiind dealtfel singurul monument de cult păstrat din acea epocă pe teritoriul Republicii Moldova.
Alexandru Lăpușneanu, născut în zona Lăpușnei, a efectuat noi lucrări de întărire și dezvoltare și a făcut importante donații mănăstirii. Ctitor a fost și domnitorul Vasile Lupu, care a reînnoit prestolul, pavimentul și iconostasul bisericii voievodale. La sfârșitul secolului al XVII-lea, mănăstirea Căpriana cunoaște o perioadă de declin. În 1698, mănăstirea a fost închinată mănăstirii Zografu de pe Muntele Atos.

### Perioada țaristă

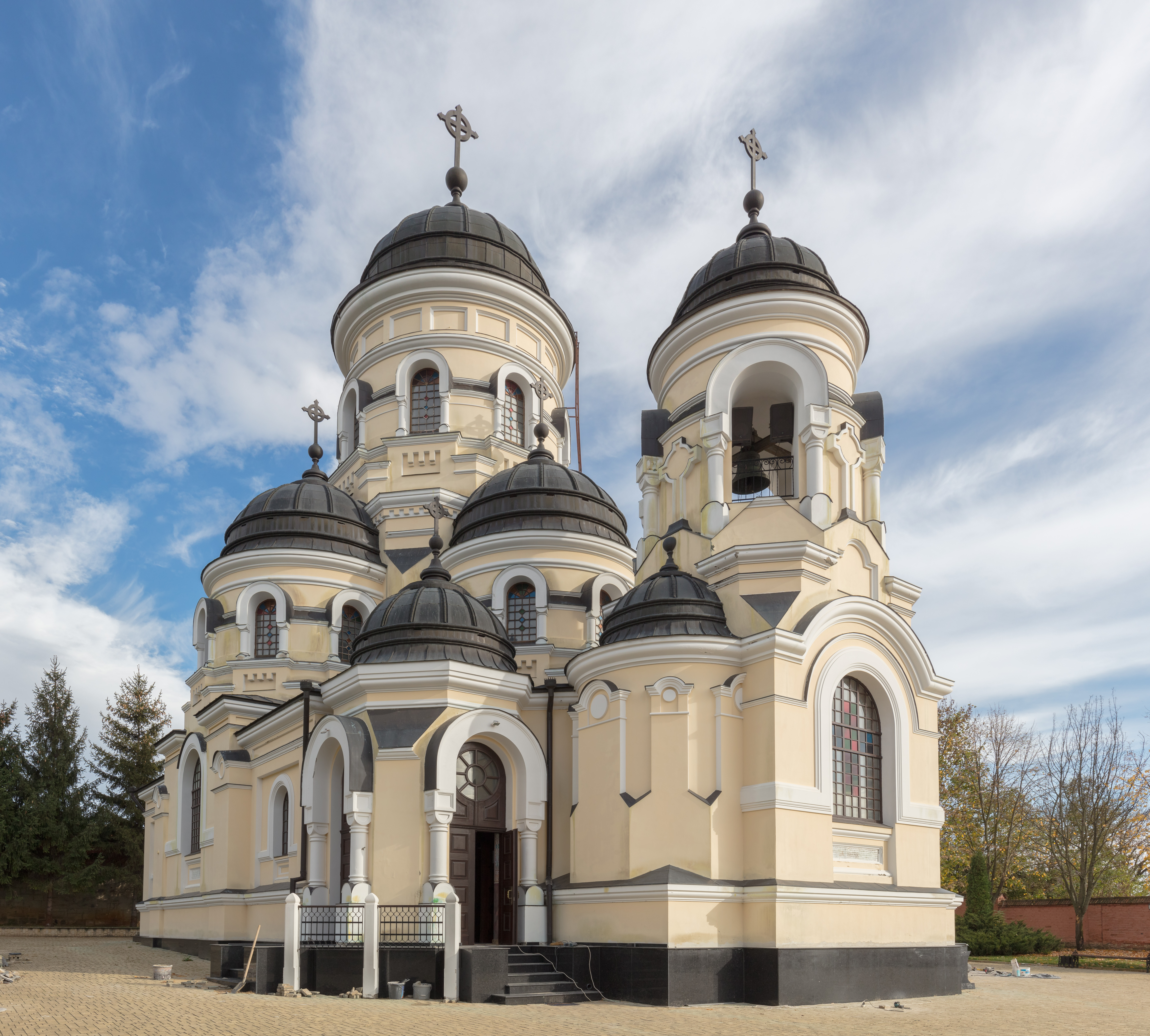
Biserica de iarnă „Sf. Gheorghe”, ridicată în timpul regimului țarist, la începutul secolului al XX-lea.

După anexarea Basarabiei de către Imperiul Rus (1812), mănăstirea Căpriana a trecut în 1813 în subordinea Casei Bisericii din Chișinău a nou formatei Arhiepiscopii a Basarabiei, în fruntea căreia s-a aflat mitropolitul Gavriil Bănulescu-Bodoni (1746 – 1821). Acesta a întreprins importante lucrări de refacere a bisericii de piatră cu hramul „Adormirea Maicii Domnului”, dându-i înfățișarea actuală. În 1840 a fost ridicată o a doua biserică a mănăstirii, cu hramul Sfântul Gheorghe, iar în 1903 o a treia biserică „de iarnă”, cu hramul Sfântul Nicolae.

### Perioada sovietică
În perioada sovietică, mănăstirea Căpriana, ca de altfel toate lăcașurile de cult din RSS Moldovenească, a avut mult de suferit, averiile fiindu-i trecute în proprietatea statului, pentru ca în anul 1962 ea să fie închisă și devastată. Încă din 1949, autoritățile sovietice au încercat închiderea mănăstirii deoarece, după cum era scris într-un document al vremii: „Actualmente mănăstirea creează obstacole în procesul de colectivizare în satul Căpriana. Călugarii au o atitudine dușmănoasă față de colhoz și prin diverse metode caută să impiedice organizarea acestuia”. La Căpriana a existat cea mai mare bibliotecă mânăstirească din Basarabia. În ciuda declarării mănăstirii ca „monument de arhitectură  ocrotit de stat”, au dispărut cărțile bibliotecii, clopotele și numeroase obiecte de cult. În chilii a fost deschis un sanatoriu pentru copiii bolnavi de tuberculoză, în biserica „Sfântul Nicolae” s-a organizat  clubul sătesc, iar biserica „Sfântul Gheorghe” a fost transformată în depozit.
De abia în anul 1989, odată cu redeșteptarea naționala a moldovenilor, în contextul politicii mai liberale promovată de Mihail Gorbaciov, mănăstirea și-a redeschis porțile.

## Astăzi

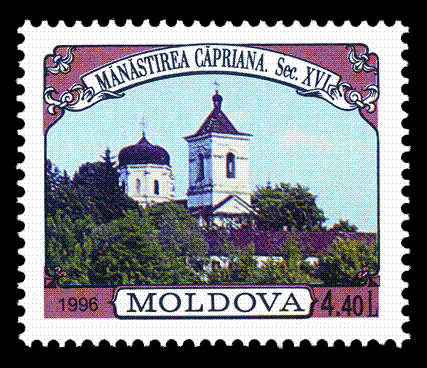
Mănăstirea Căpriana ilustrată pe un timbu poștal din Republica Moldova.

Între anii 2003 – 2005, la mănăstirea Căpriana au avut loc ample lucrări de restaurare cu bani de la bugetul statului dar și de la numeroși donatori particulari.
De reținut faptul că regimul comunist a promovat imaginea a bisericii țariste, construite în anul 1903, în detrimentul mănăstirii voievodale care nu corespunde arhitecturii ruse ci arhitecturii monahale românești, aidoma cu cea a mănăstirilor din Nordul Moldovei. Numeroase clipuri și filme prezintă noua construcție din perioada țaristă drept biserica istorica a mănăstirii Căpriana, fapt cu atât mai condamnabil cu cât adevărata biserică voievodală, aflată la doar câțiva zeci de metri de biserica nouă, nu este încă renovată și în interior. Regimul comunist al președintelui Voronin a anunțat încheierea lucrărilor de renovare a complexului monahal cu toate că lucrările la adevărata biserică voievodală a lui Ștefan cel Mare nu fuseseră încă finalizate. Confuzia între cele două biserici este menținută și astăzi în detrimentul ctitoriei voievodale autentice, slujba religioasă nefiind oficiată în biserica lui Ștefan cel Mare. Una dintre explicații constă în faptul că Mitropolia Moldovei, aflată în subordinea Bisericii Ortodoxe Ruse promovează teoria istoriei comune a bisericii ruse și a credinței în Basarabia. Precizăm faptul că în Basarabia există o Mitropolie a Basarabiei și o Mitropolie a Moldovei, cea din urmă fiind subordonată Moscovei.
După 7 aprilie 2009, noul guvern nu a reușit nici până în prezent restaurarea interiorului bisericii voievodale Adormirea Maicii Domnului.
Specialiștii din Marea Britanie au apreciat că: „Renovarea s-a făcut pe baza unor criterii pe care le-a fost greu să le definesc după inspectarea clădirii. În nici un caz prezervarea patrimoniului artistic și istoric - și așa nu foarte mare - al Moldovei. Poate s-a dorit crearea unui loc luxos, unde bogații Moldovei să se simtă ca acasă”.

## Galerie de imagini

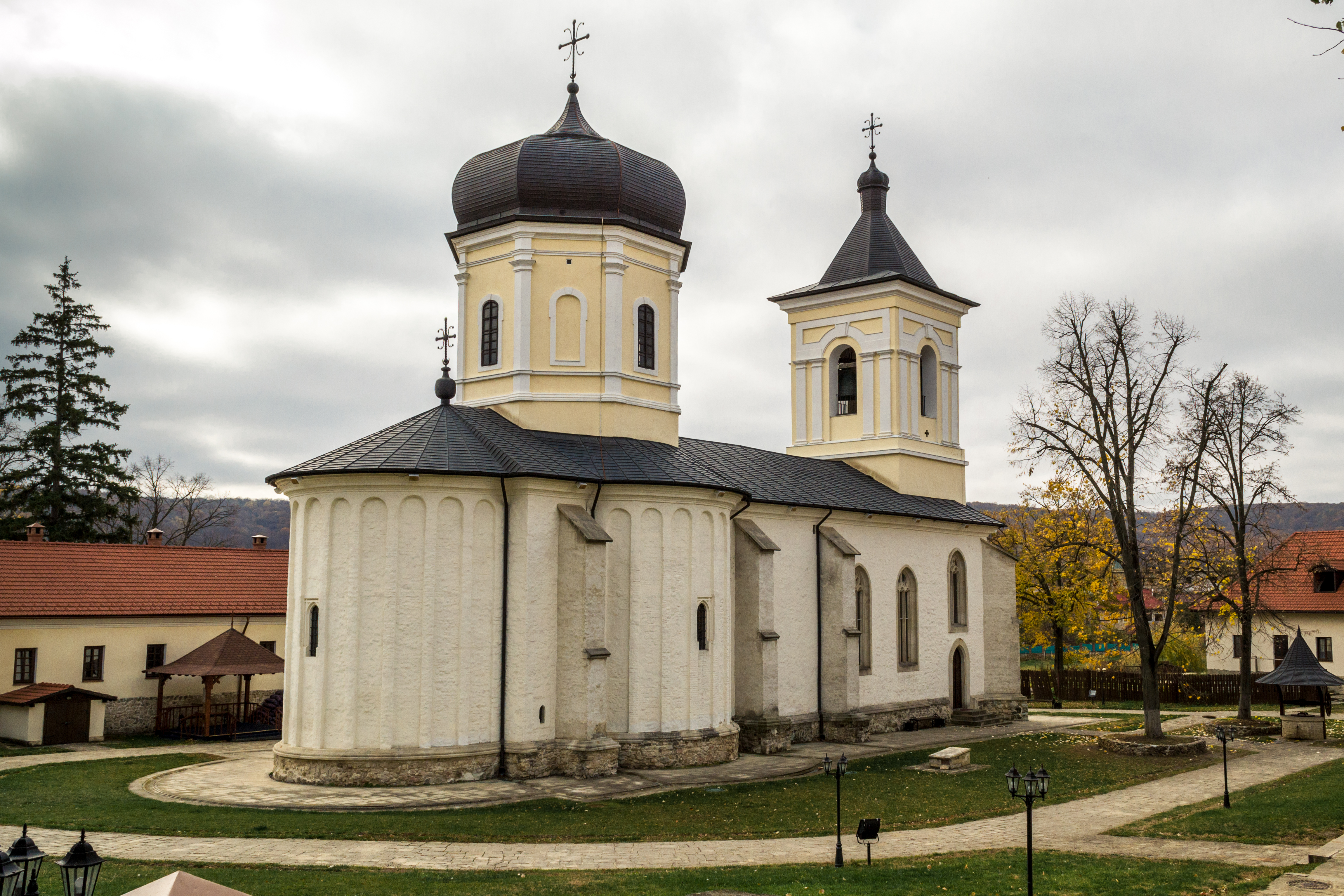
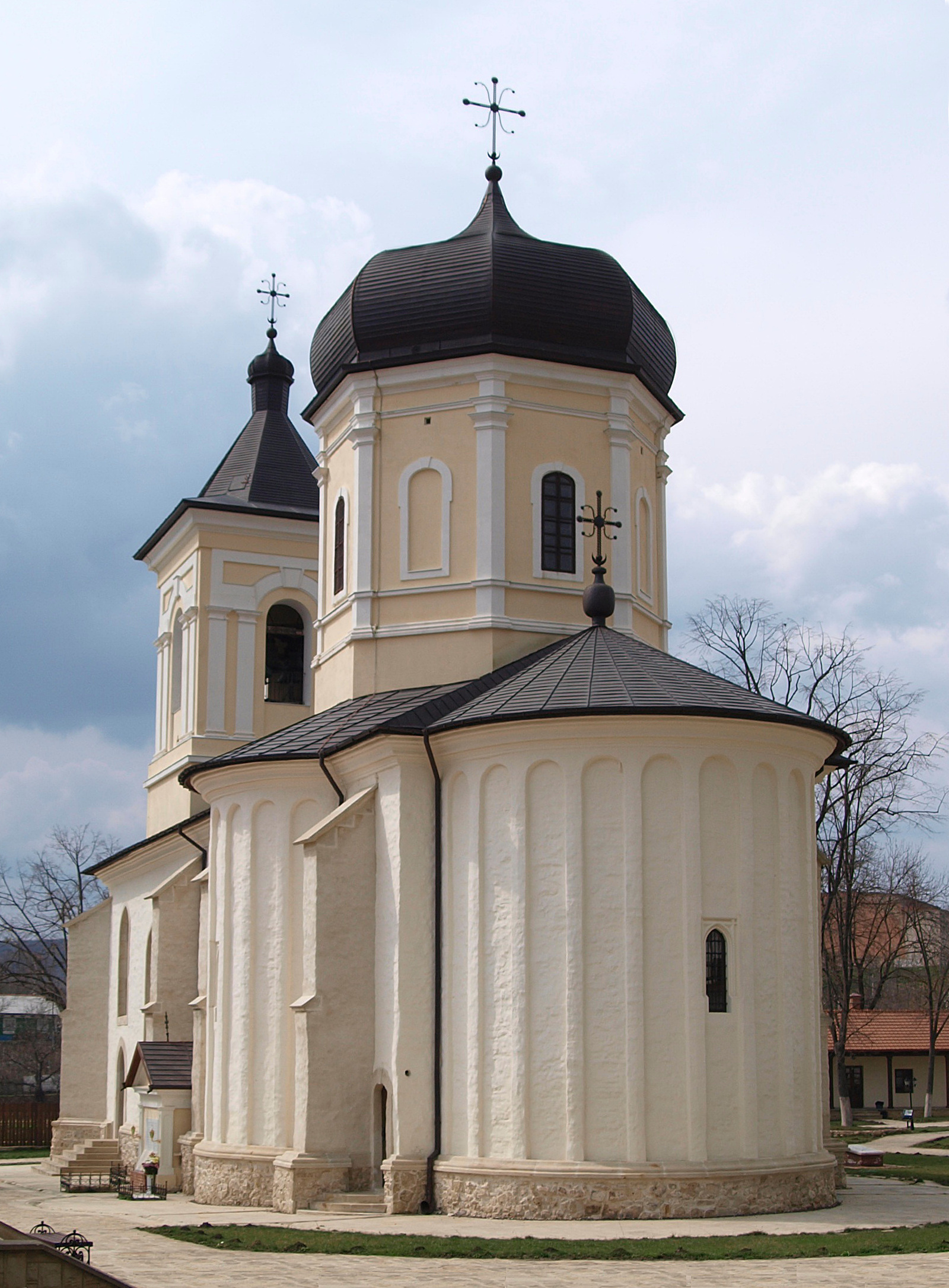
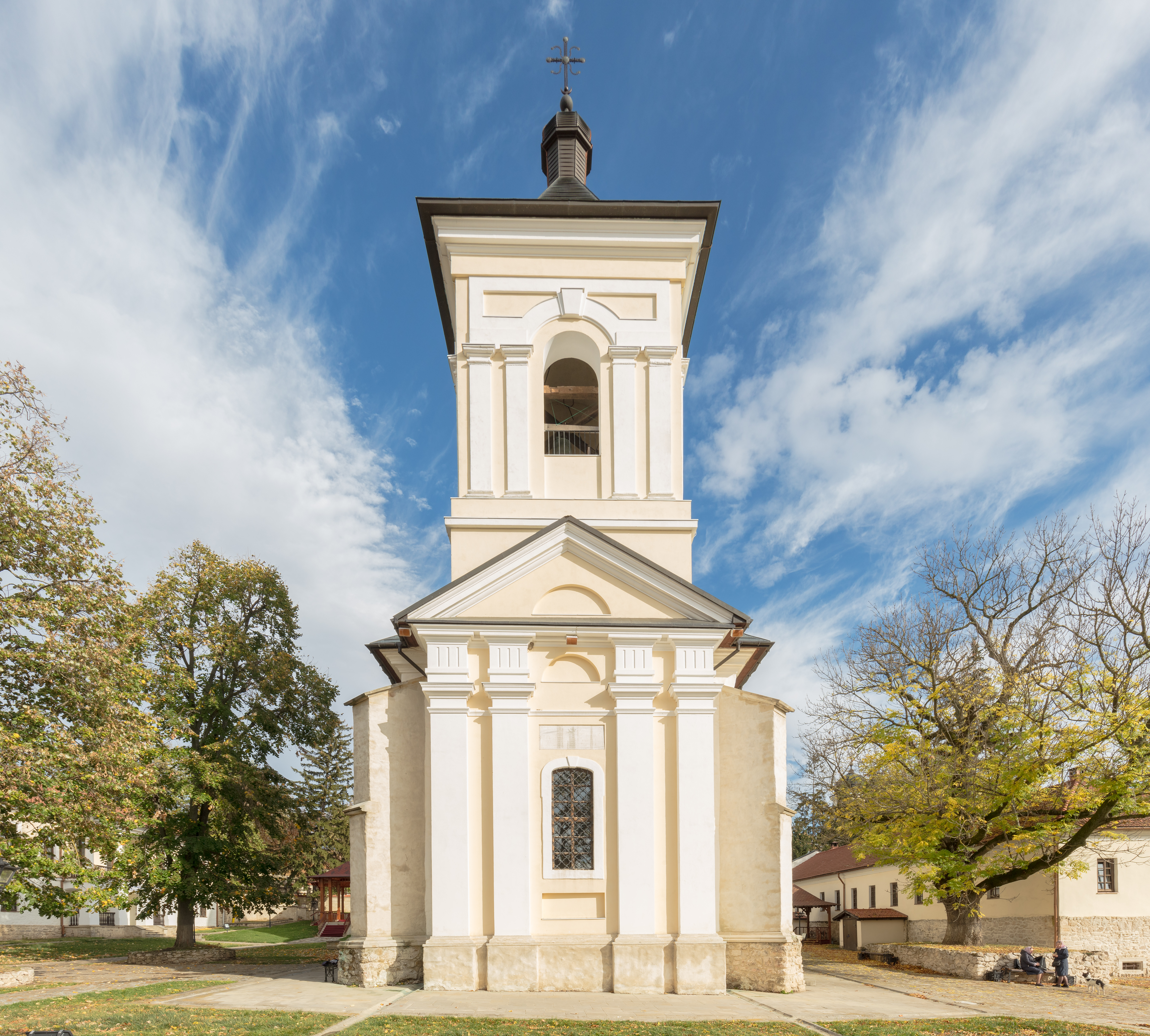
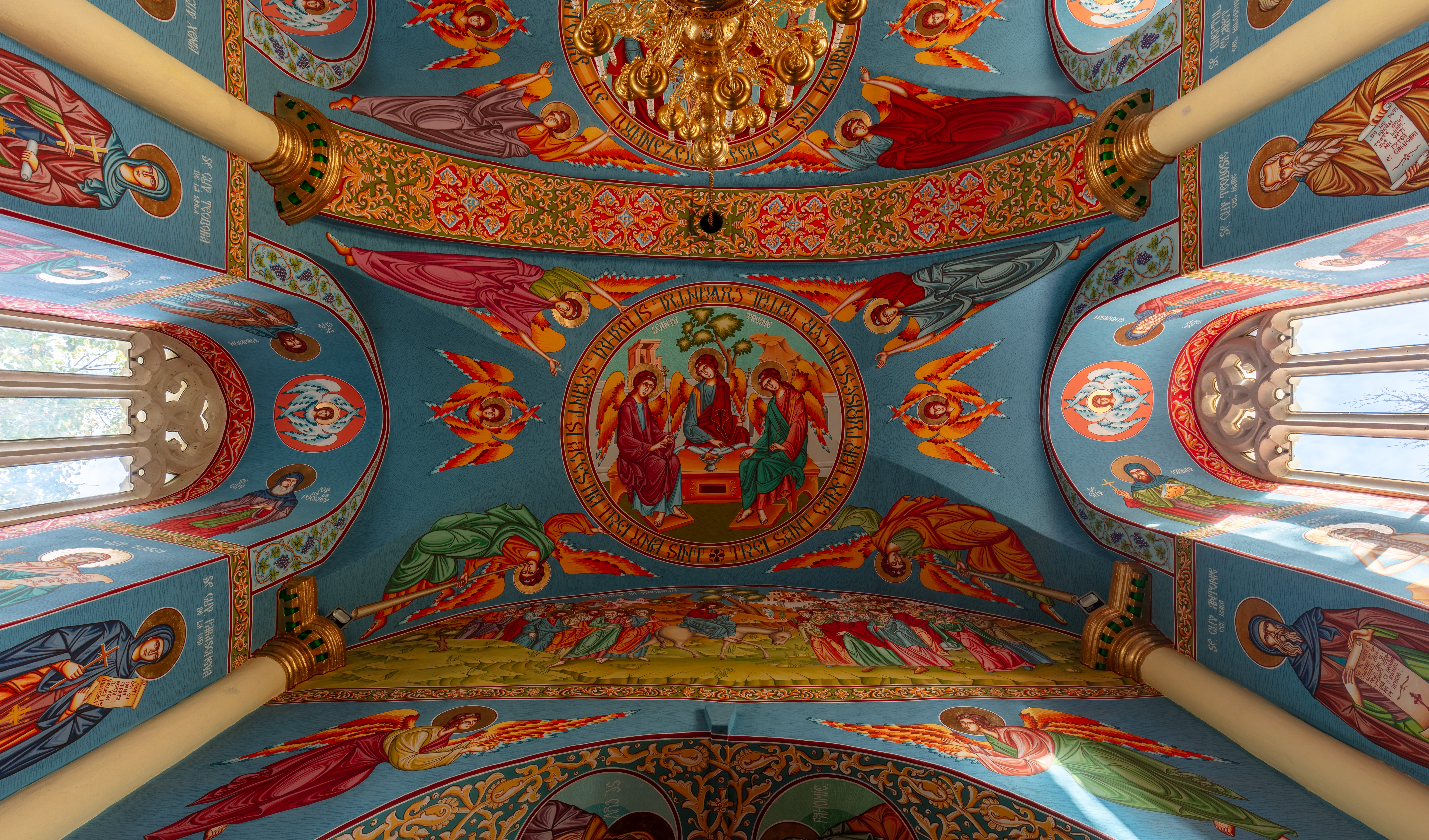
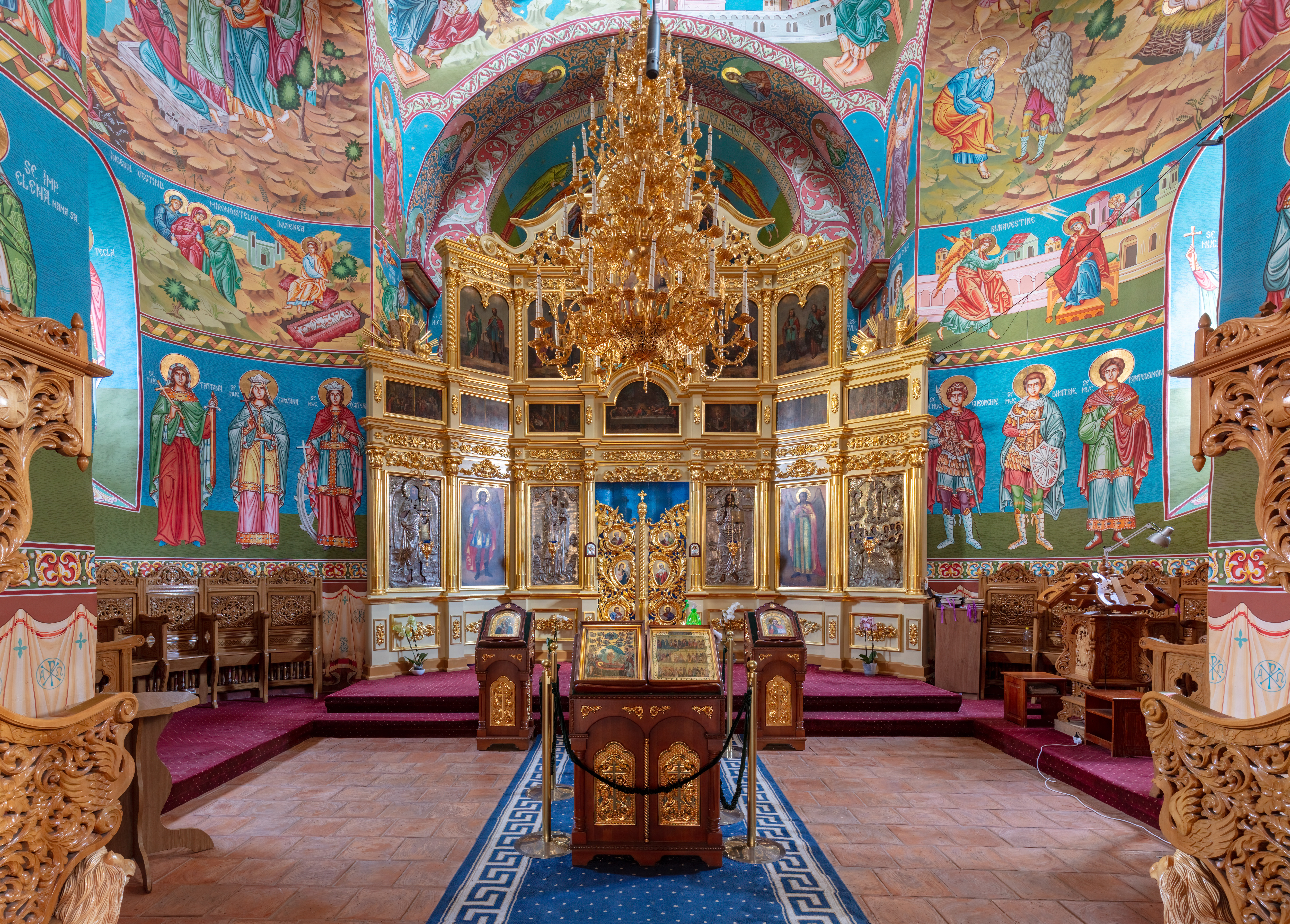

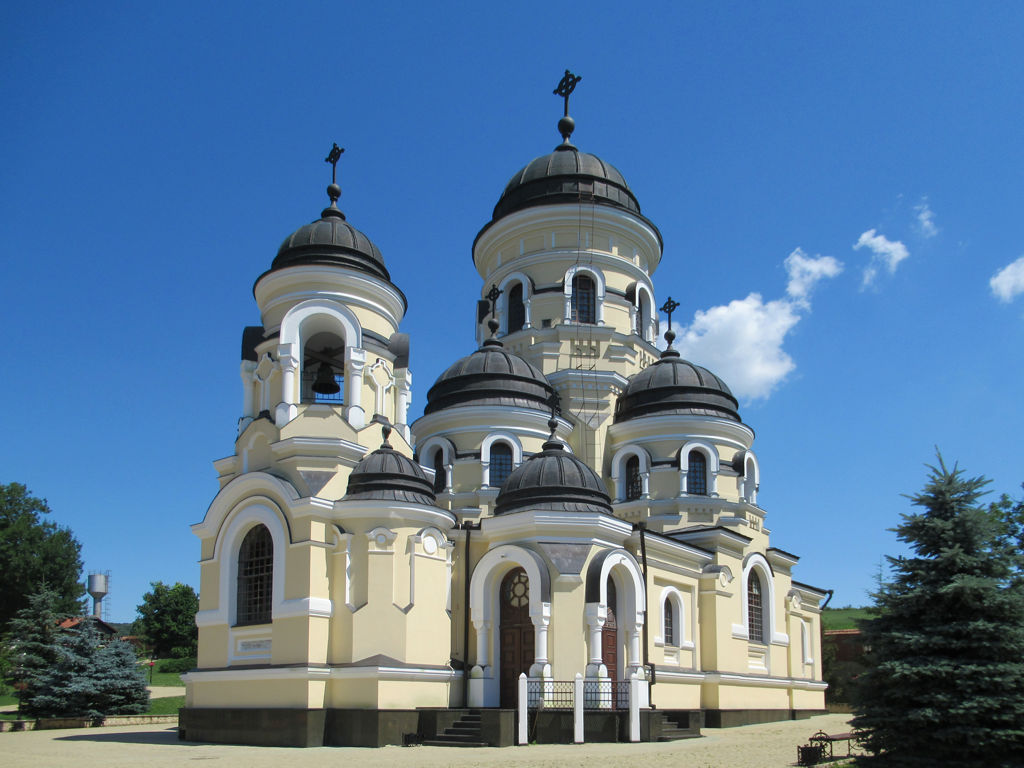
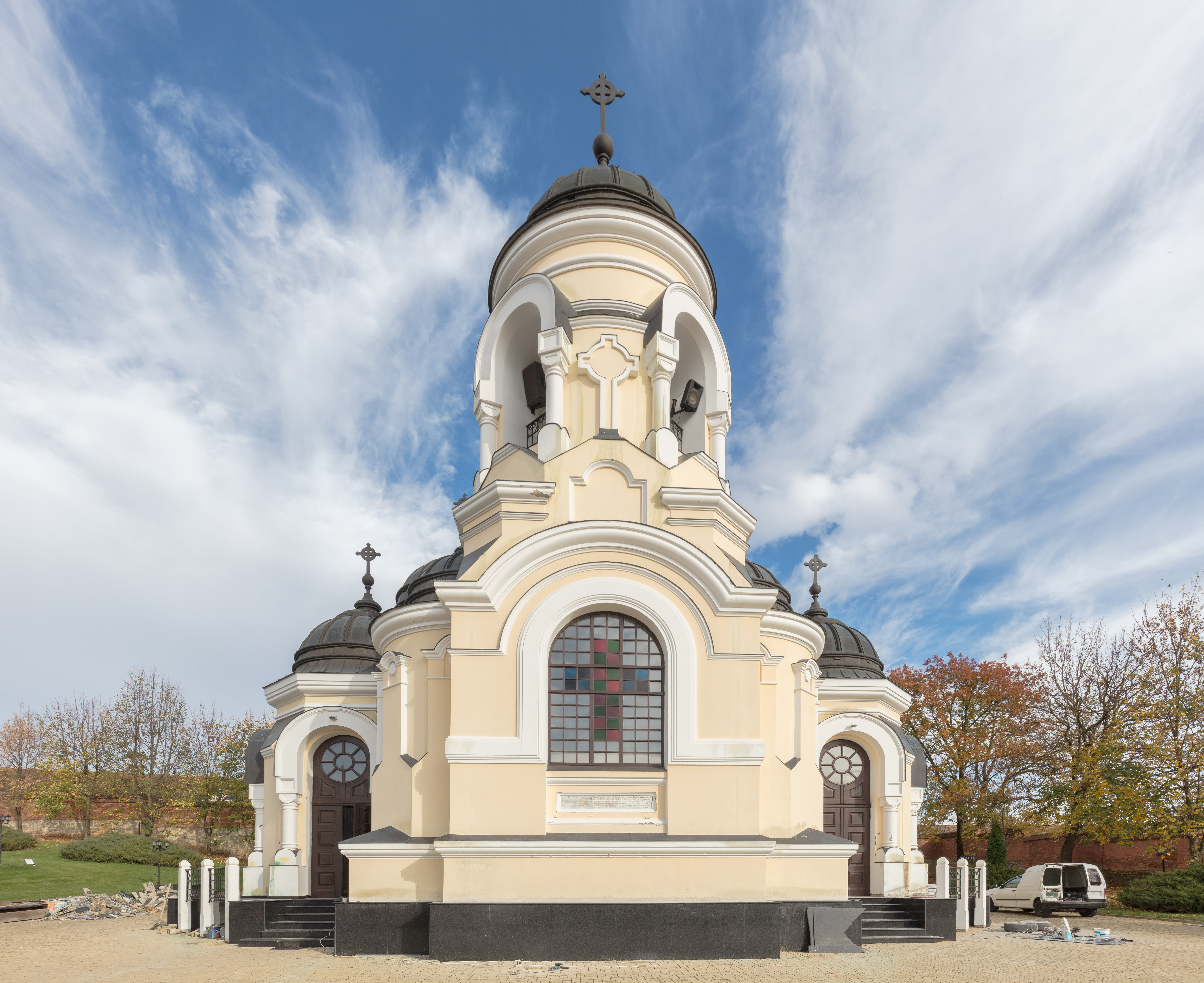
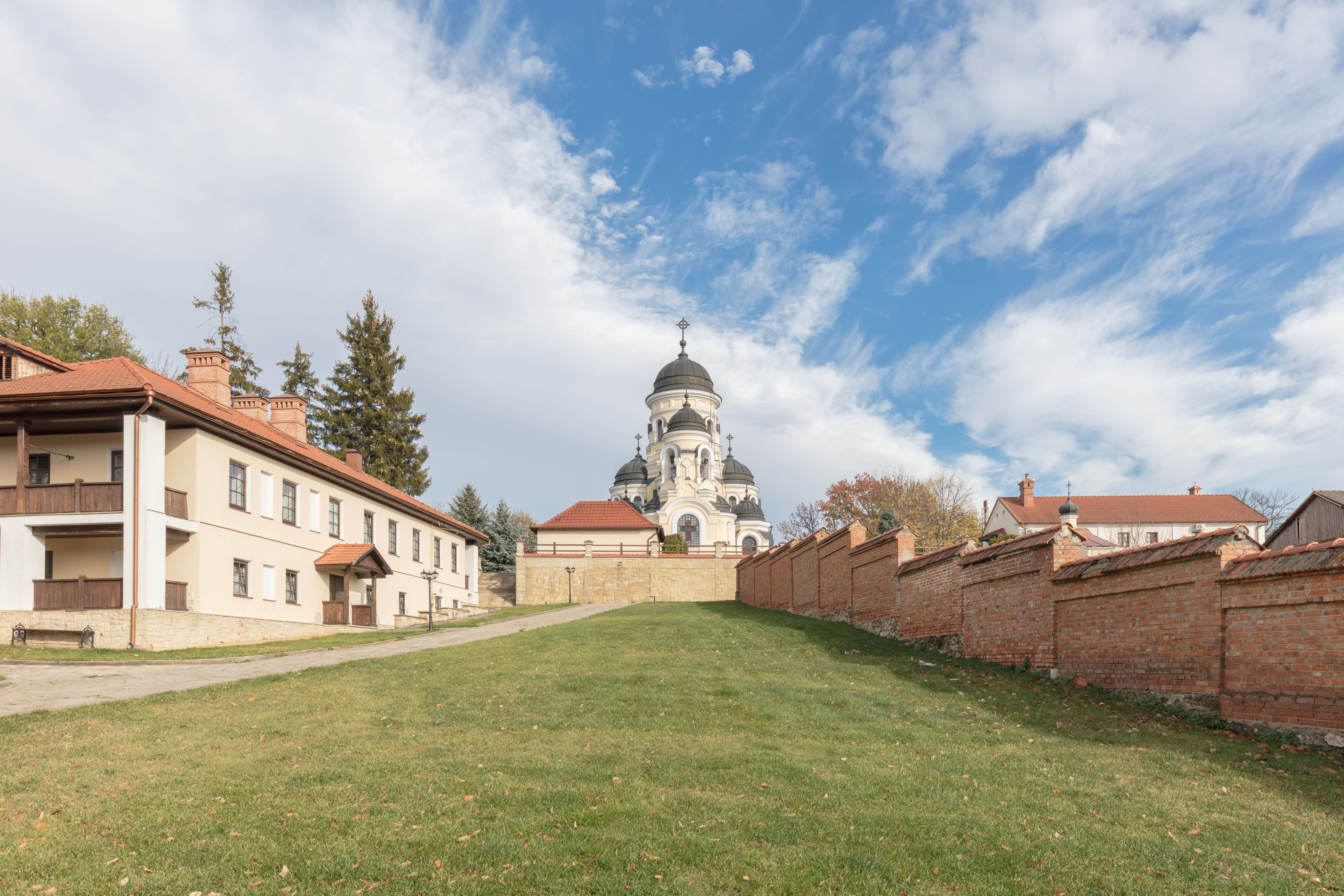
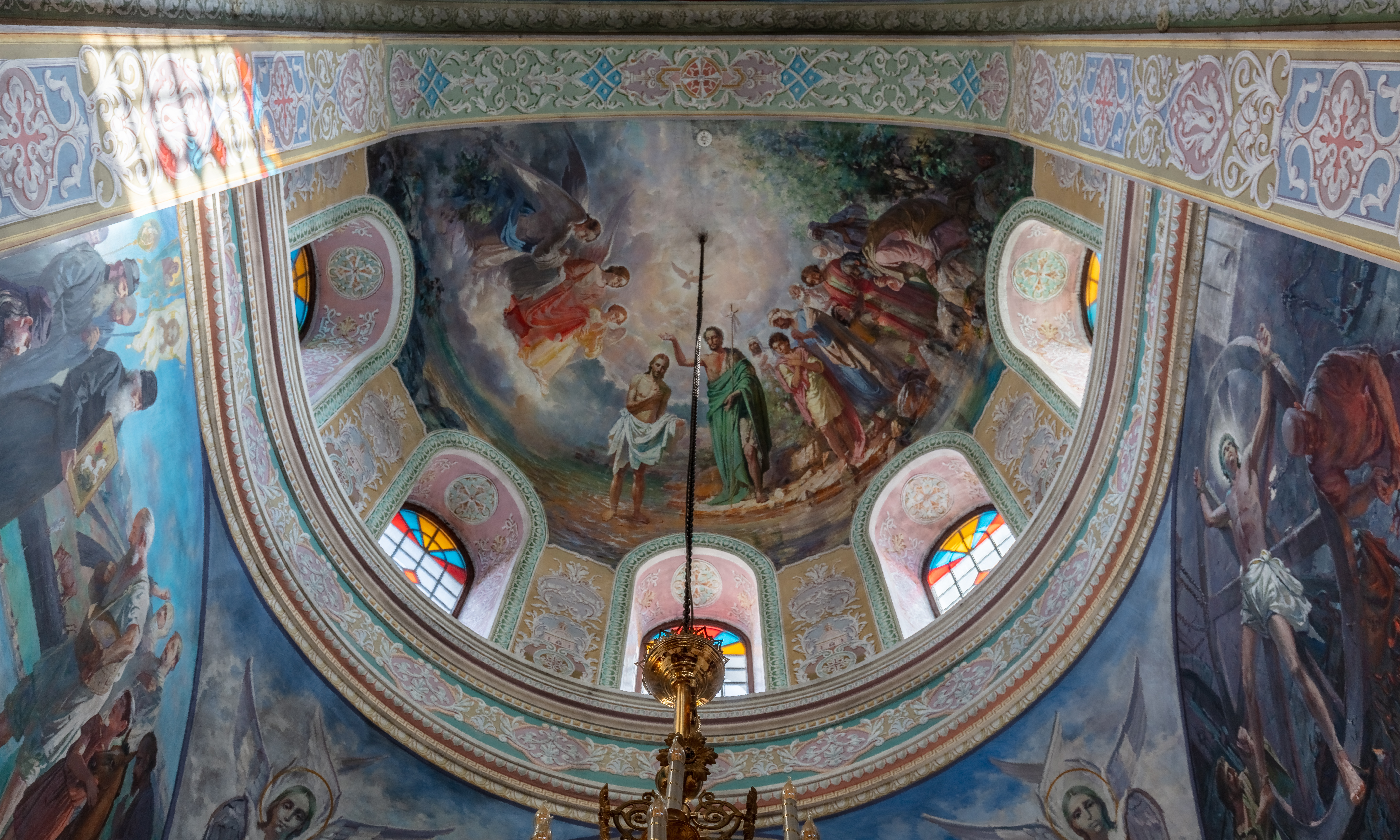
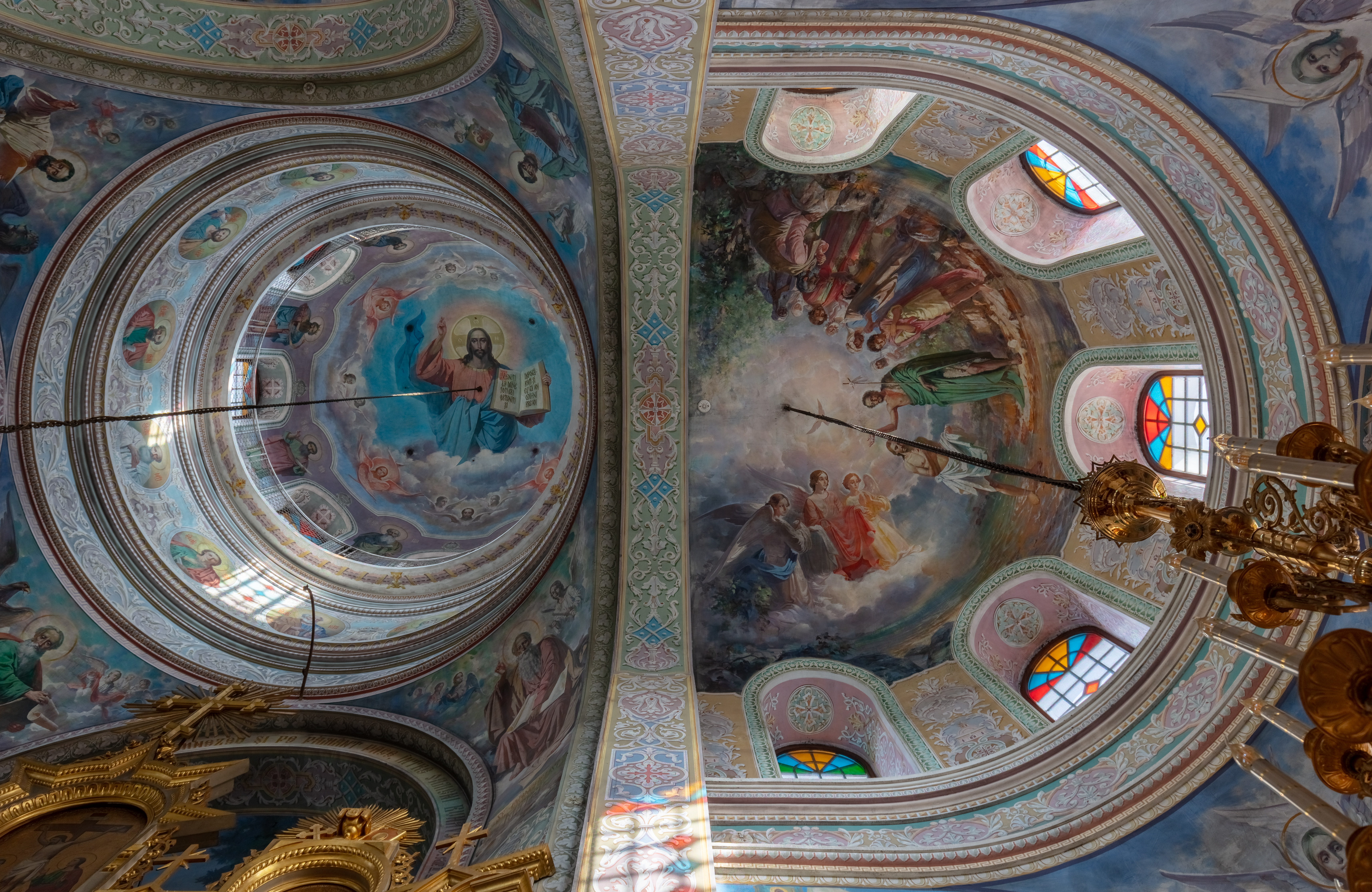

Biserica voievodală „Adormirea Maicii Domnului”
Biserica de iarnă „Sf. Gheorghe”
Complexul monastic

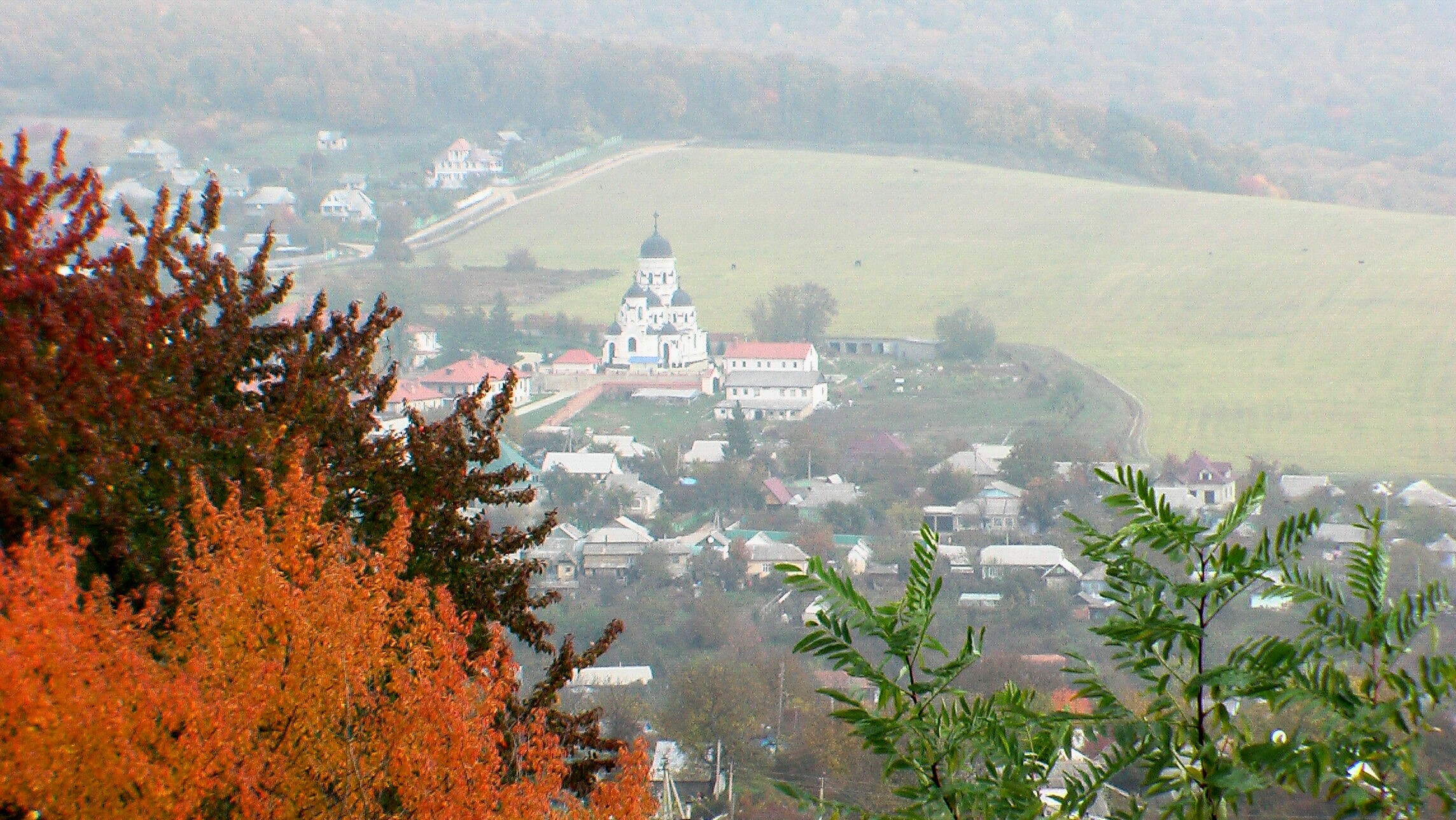
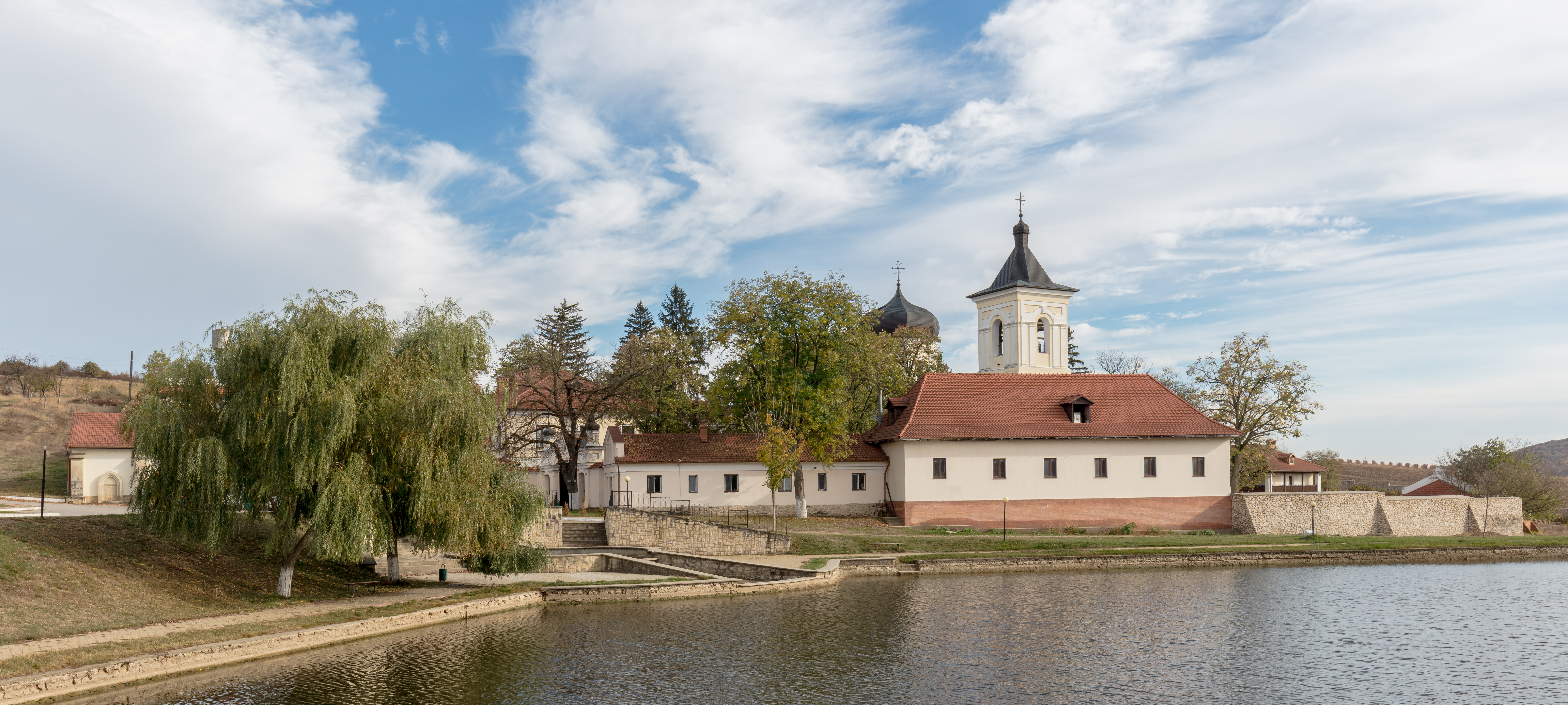
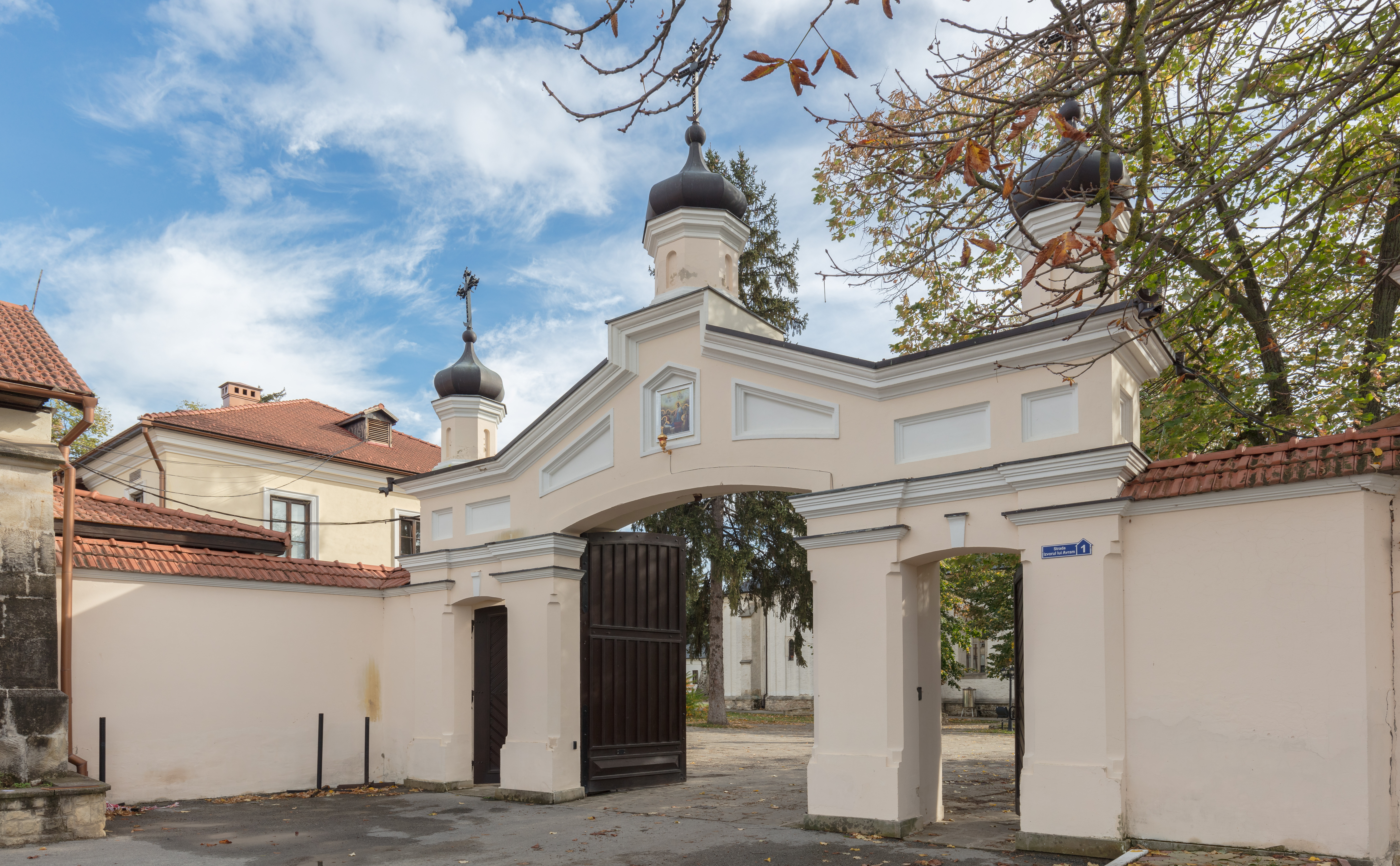
Poarta de intrare
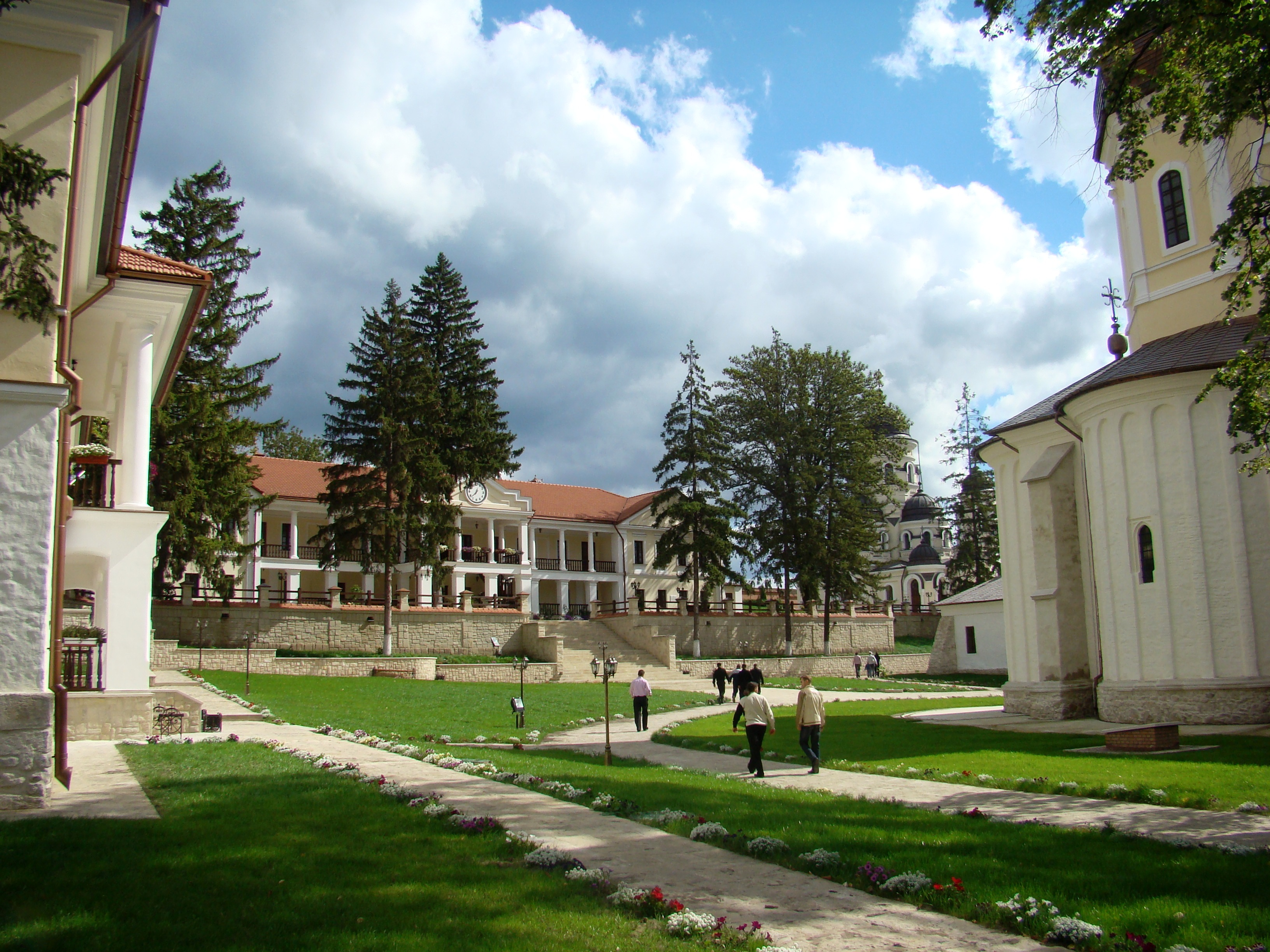
Curtea interioară
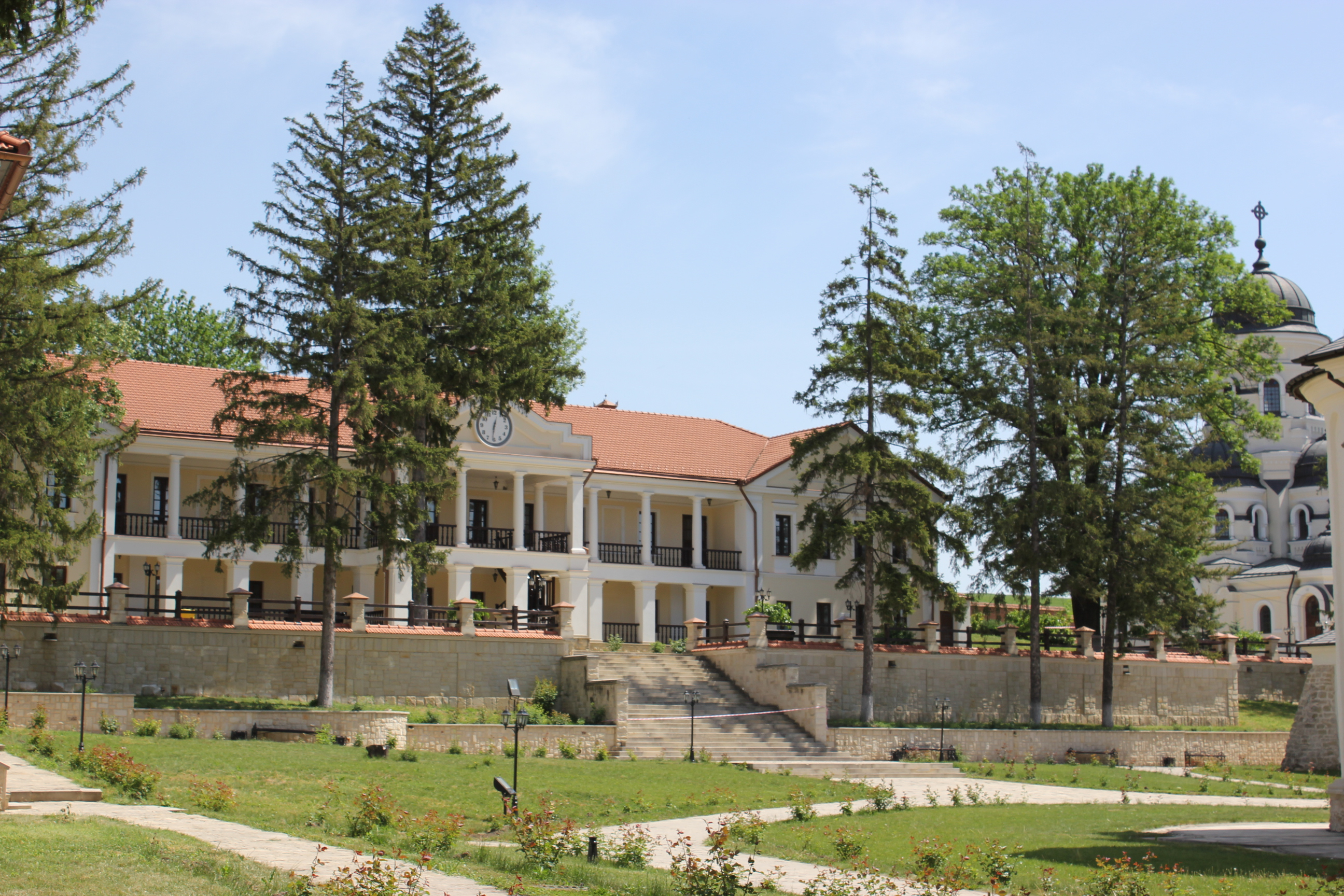
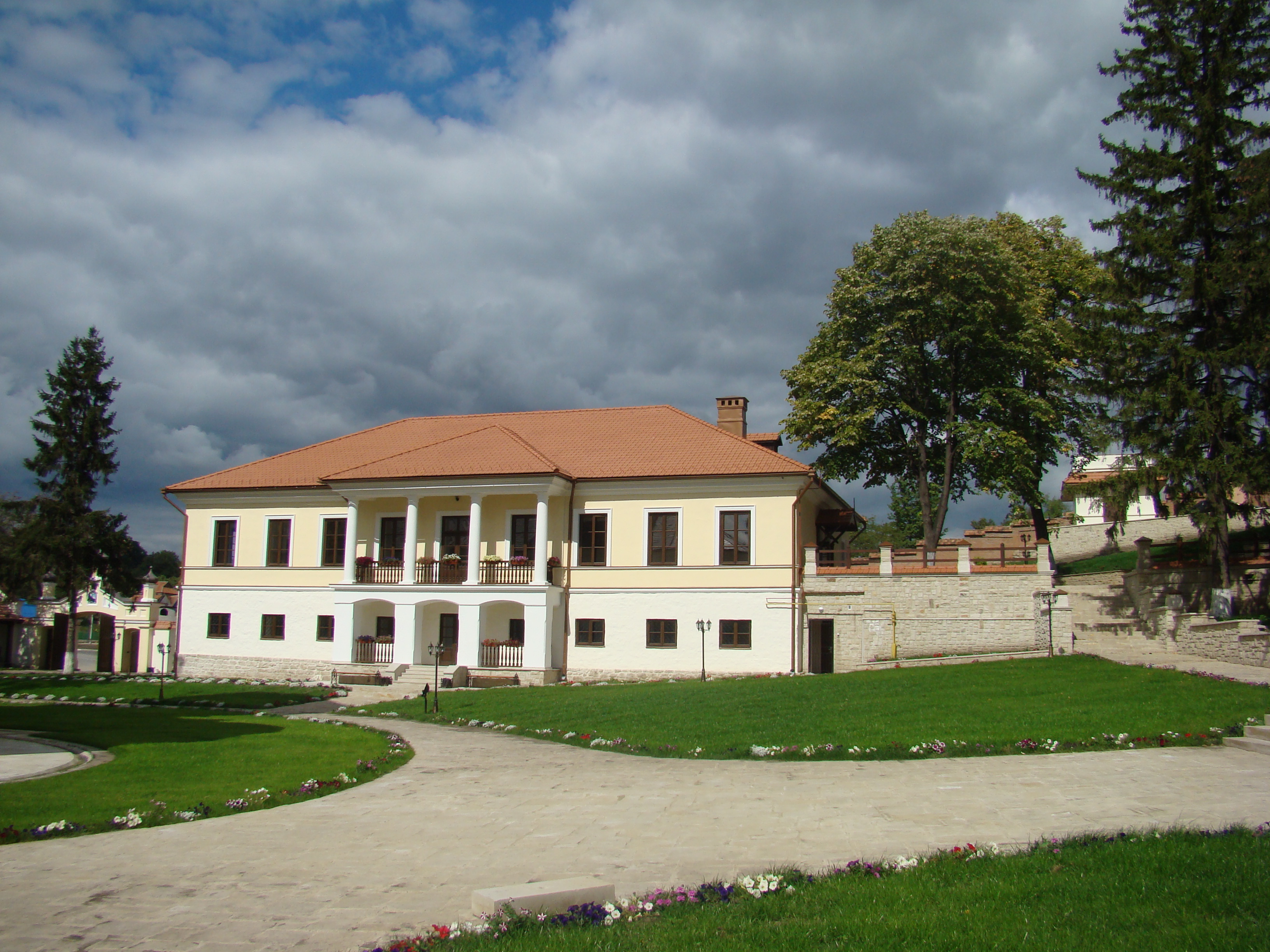
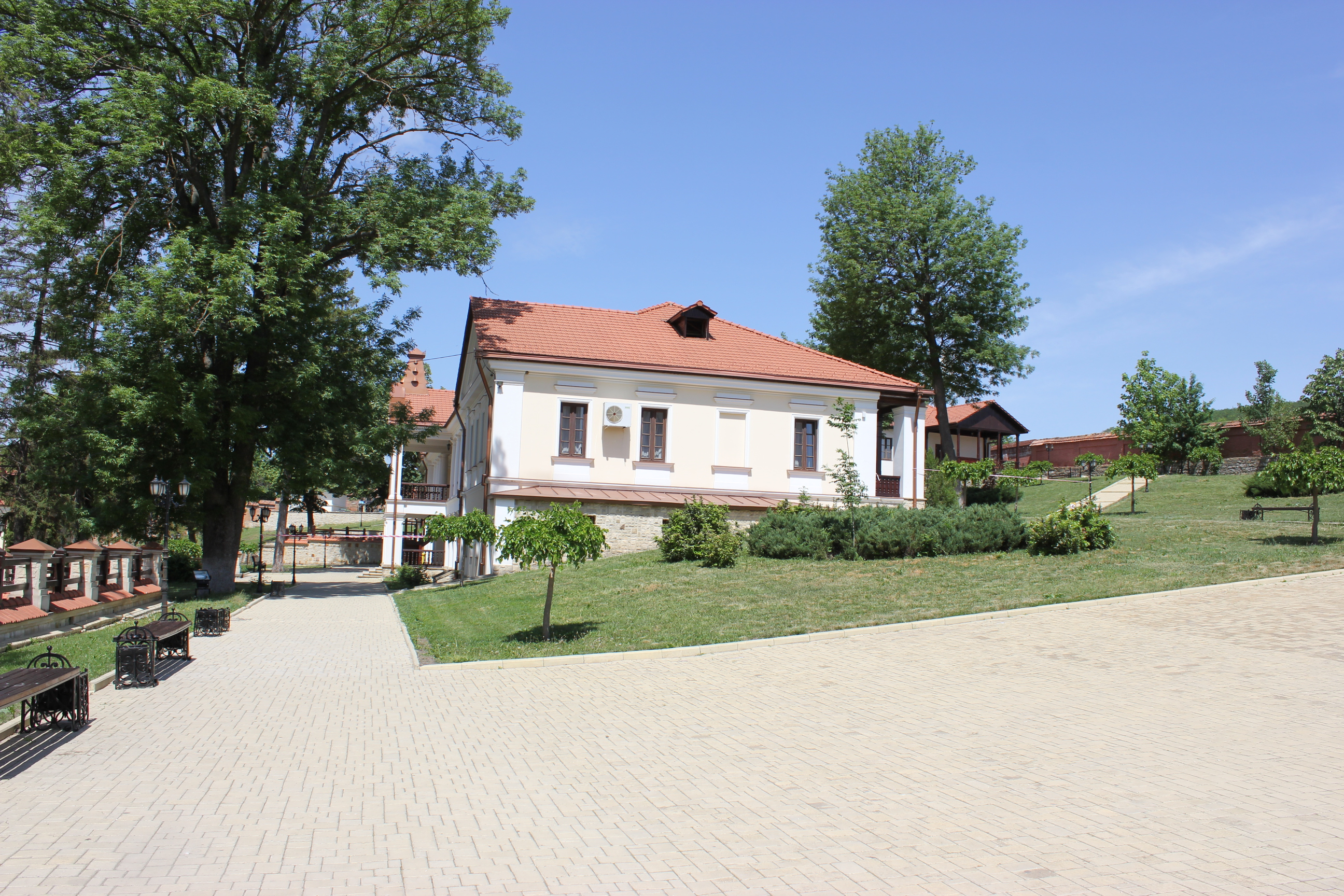
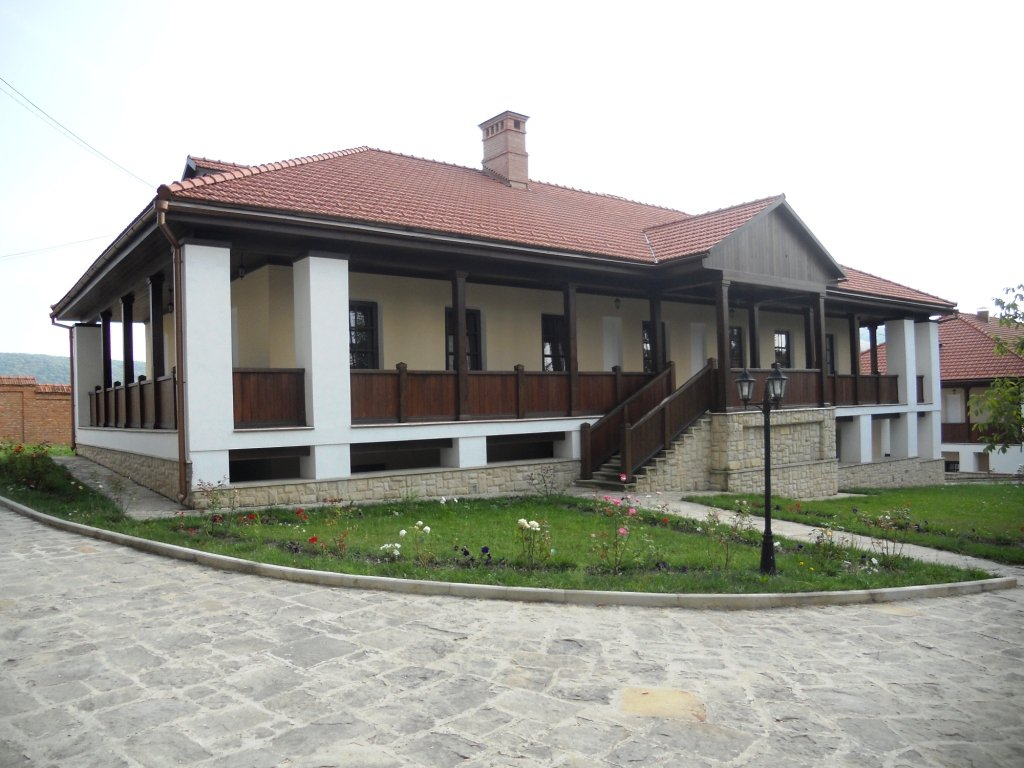
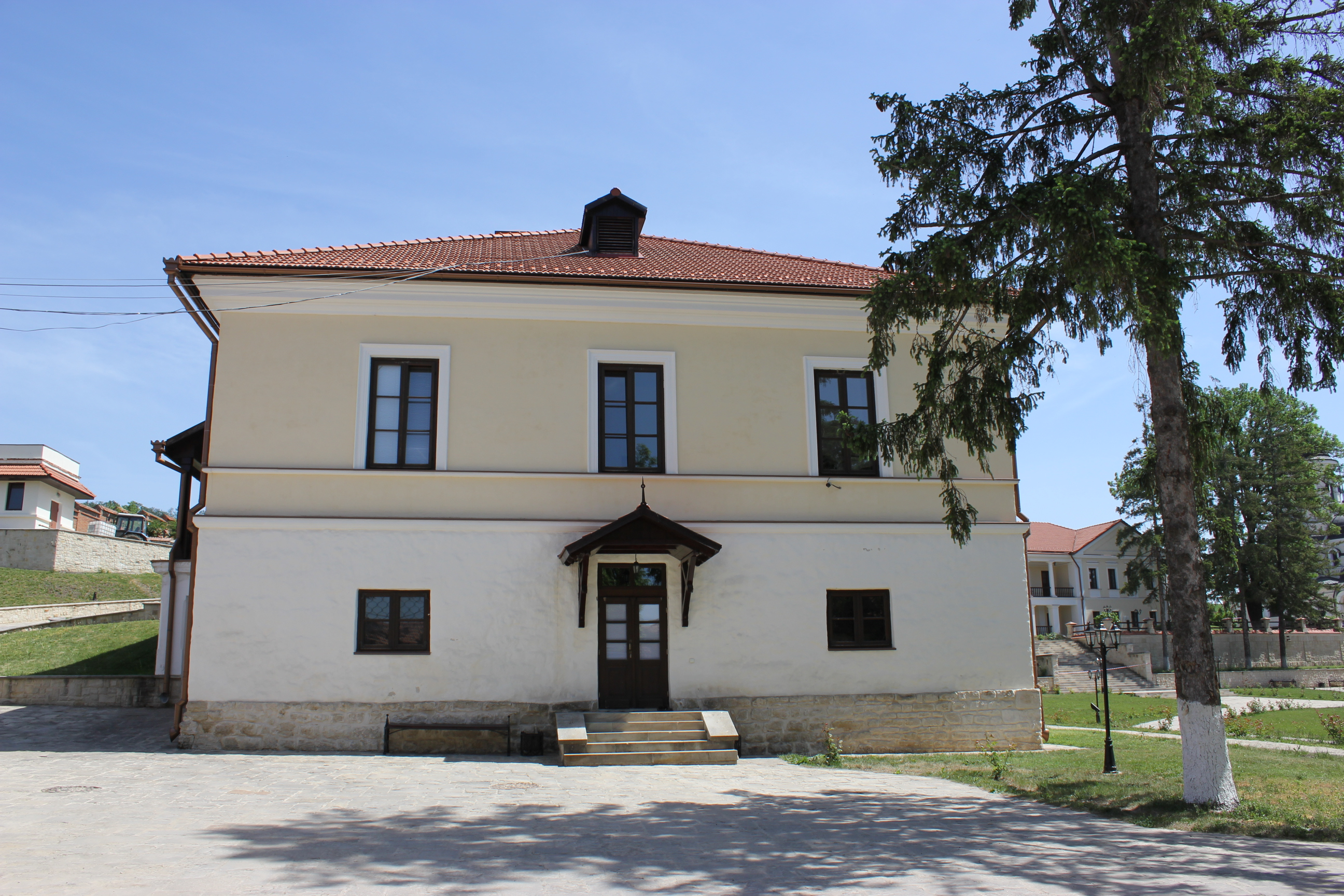
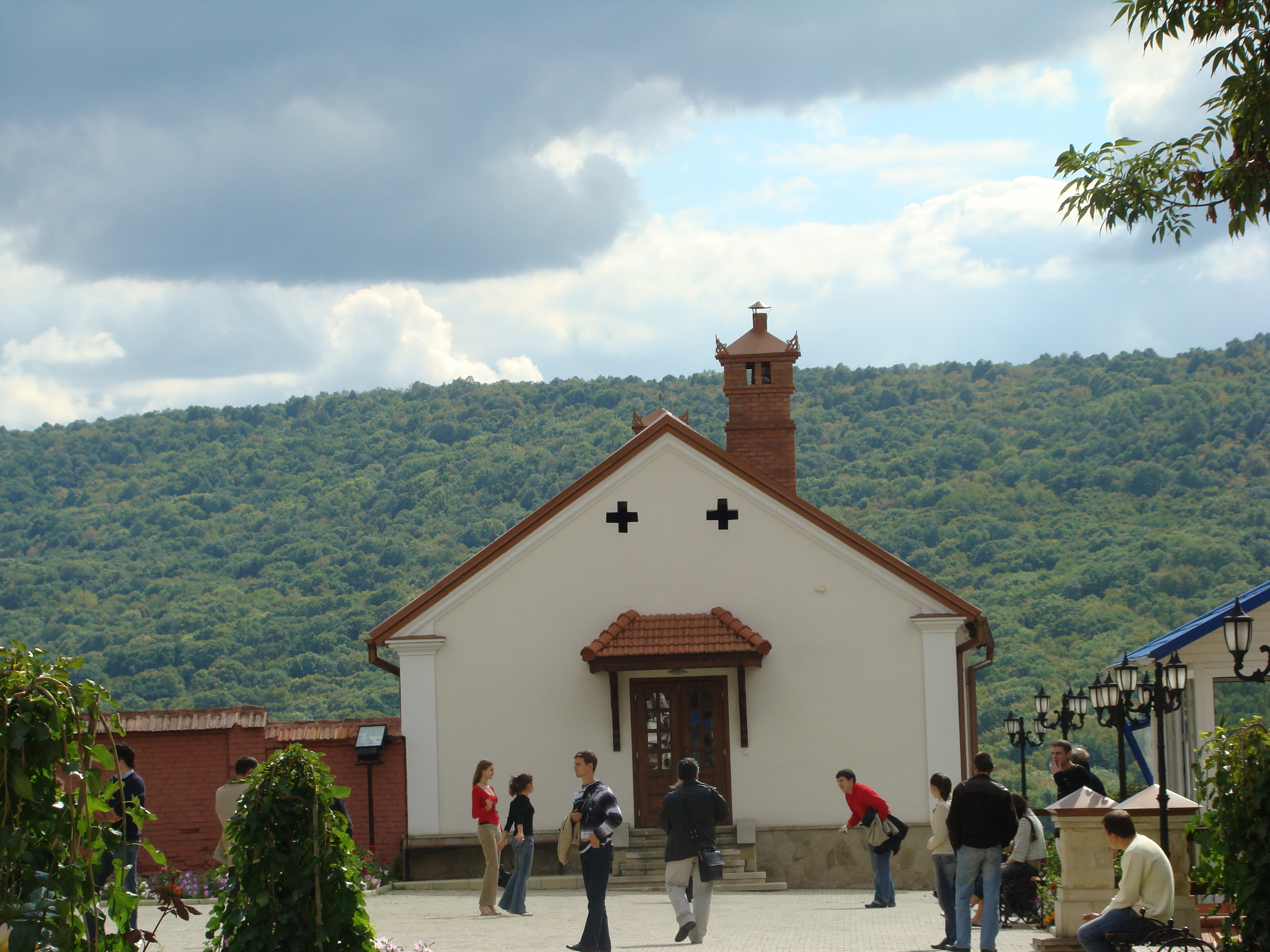
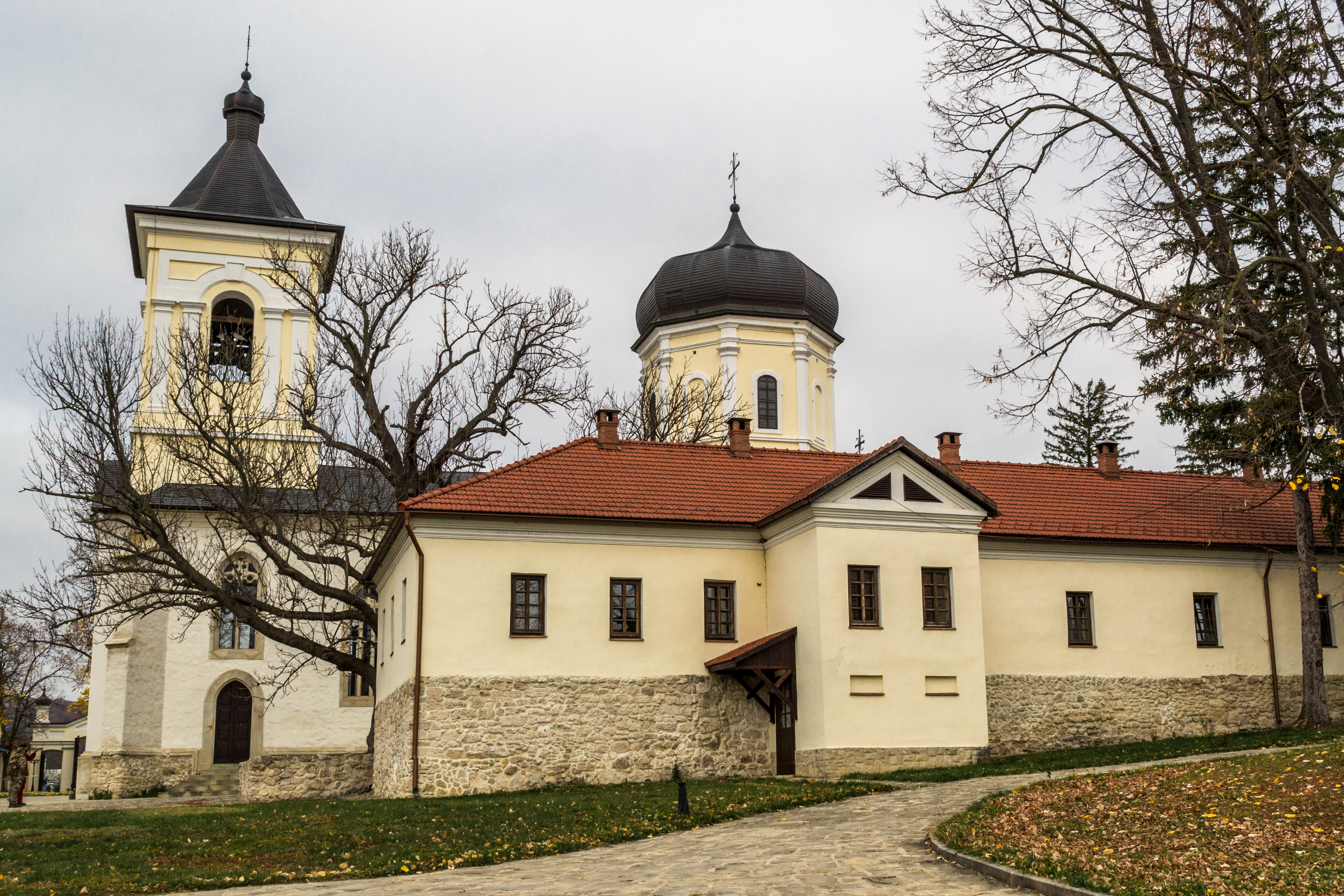
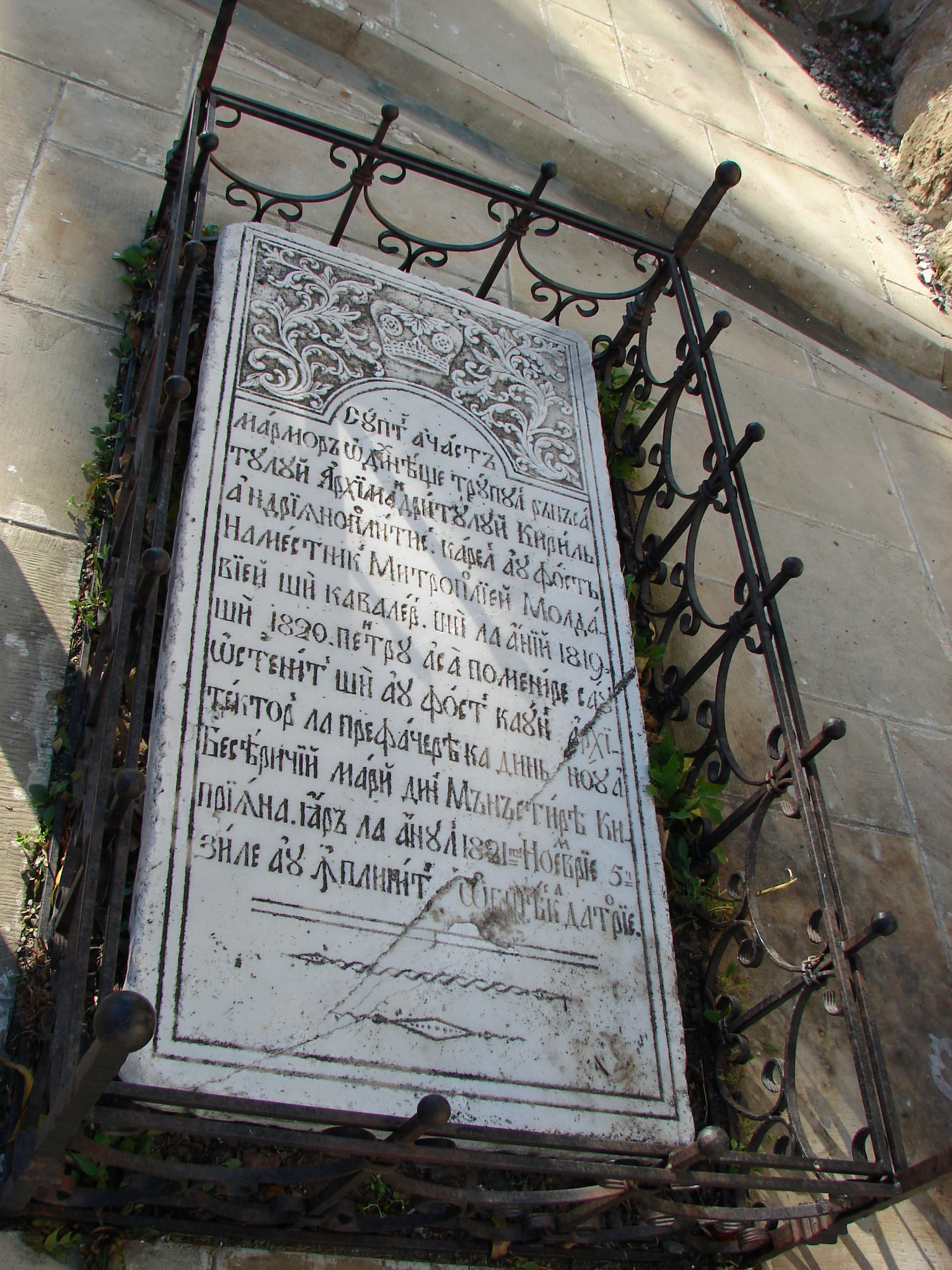
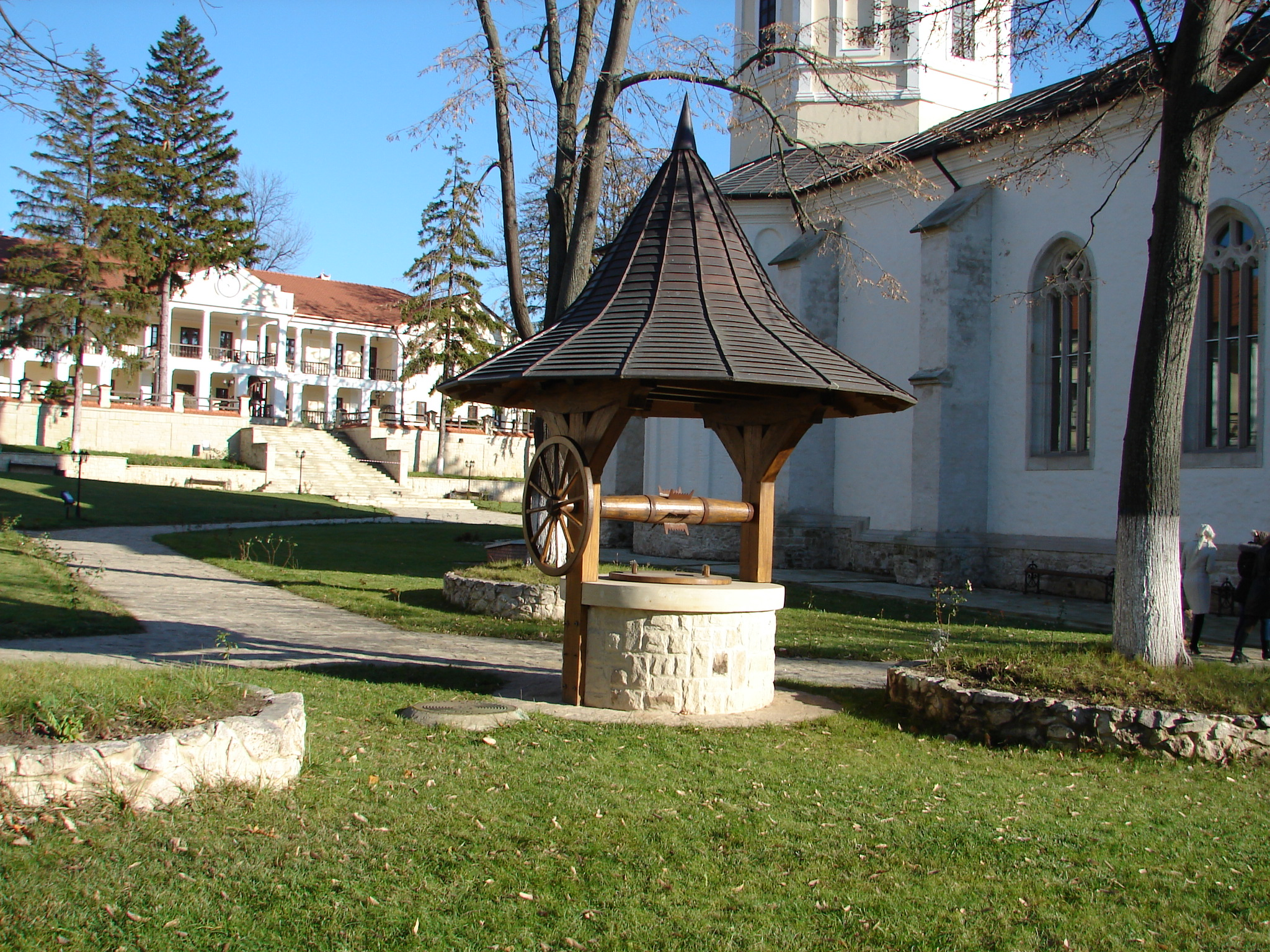
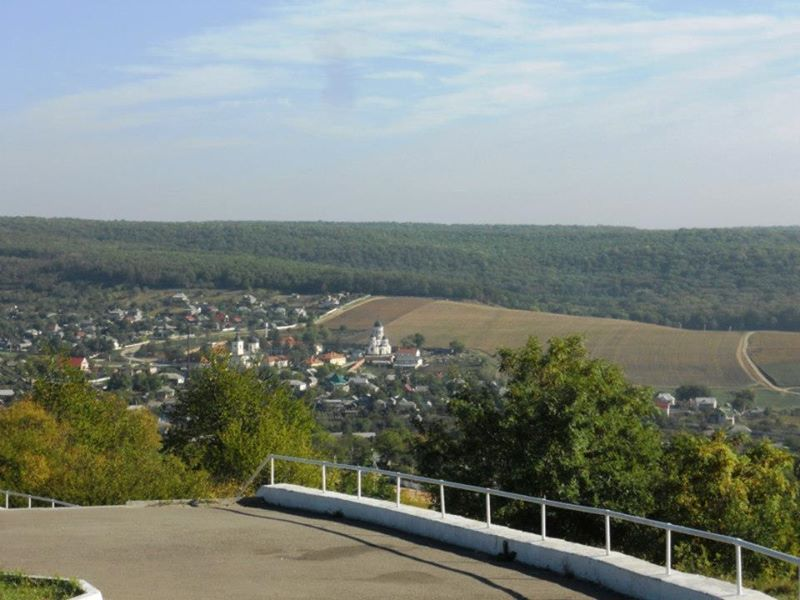
Codrii adiacenți mănăstirii.

Alte

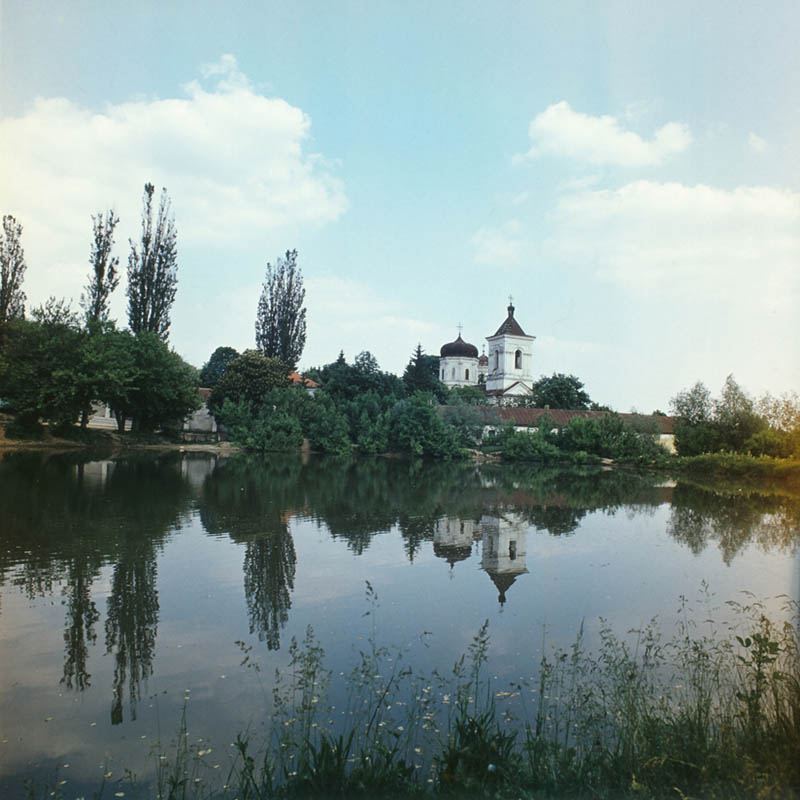
Imagine din anii 1980.
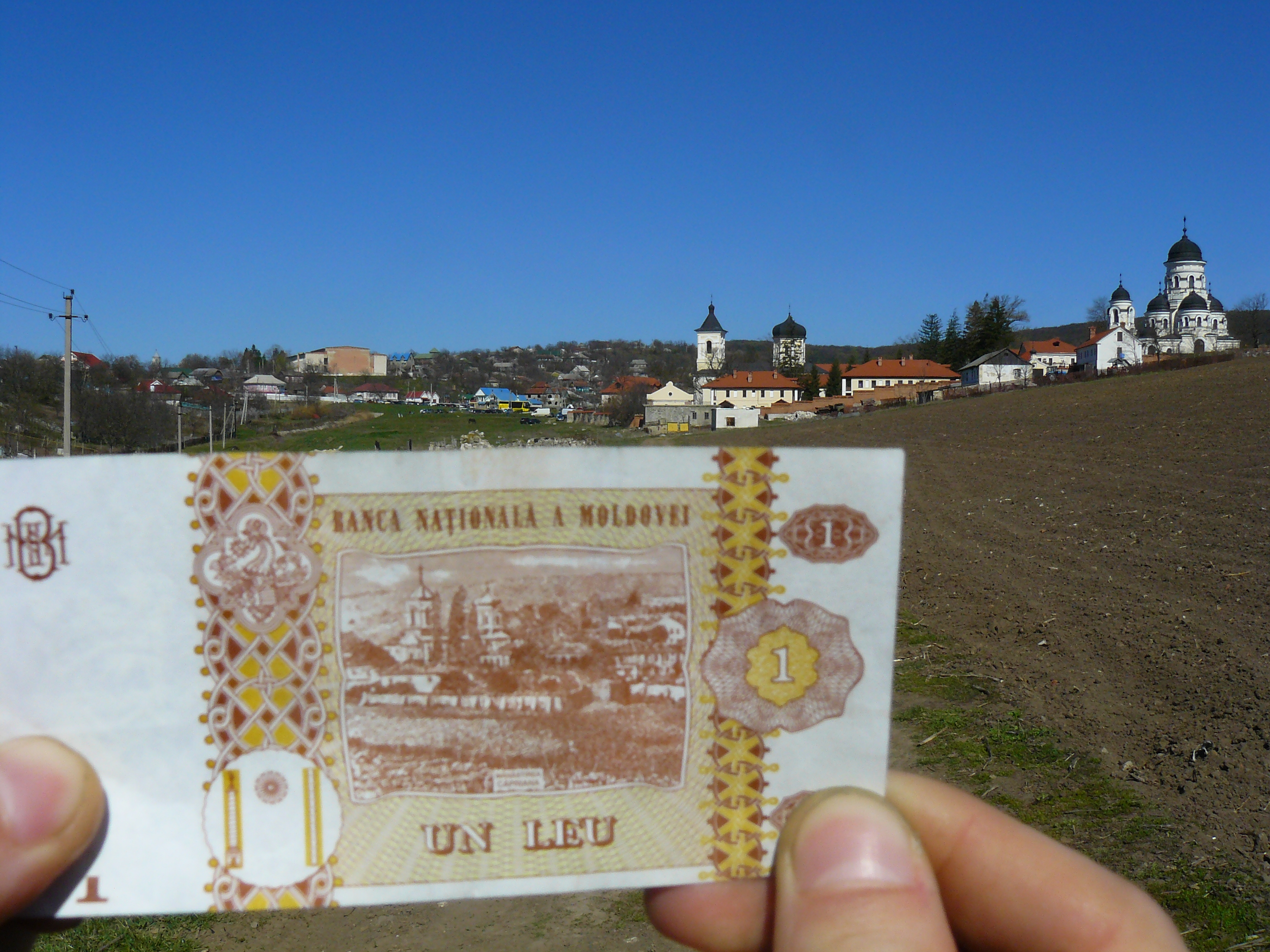
Mănăstirea ilustrată pe bancnota de 1 leu moldovenesc.
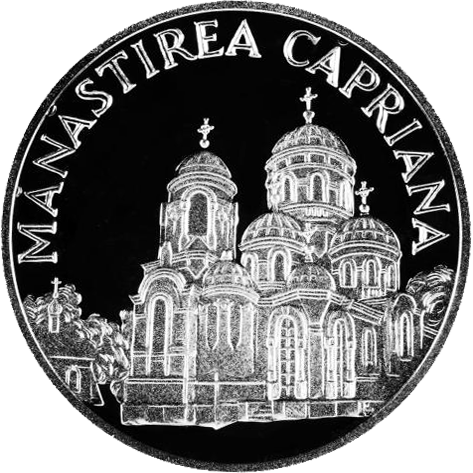
Monedă jubiliară
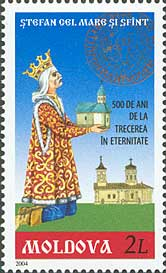
Mărci poștale
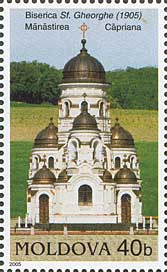